# Důl Prokop (Březové Hory)

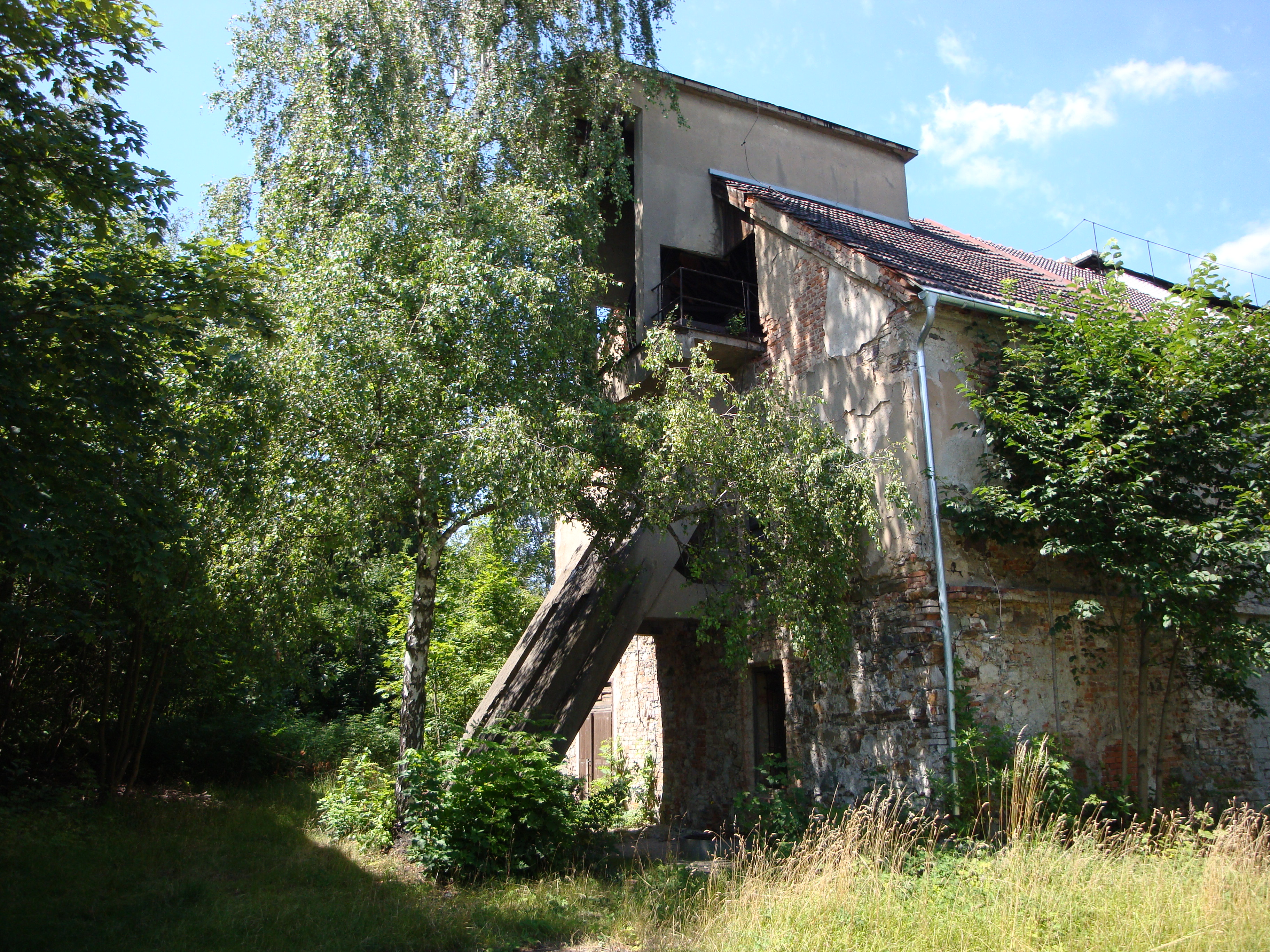
Těžní věž Prokopského dolu

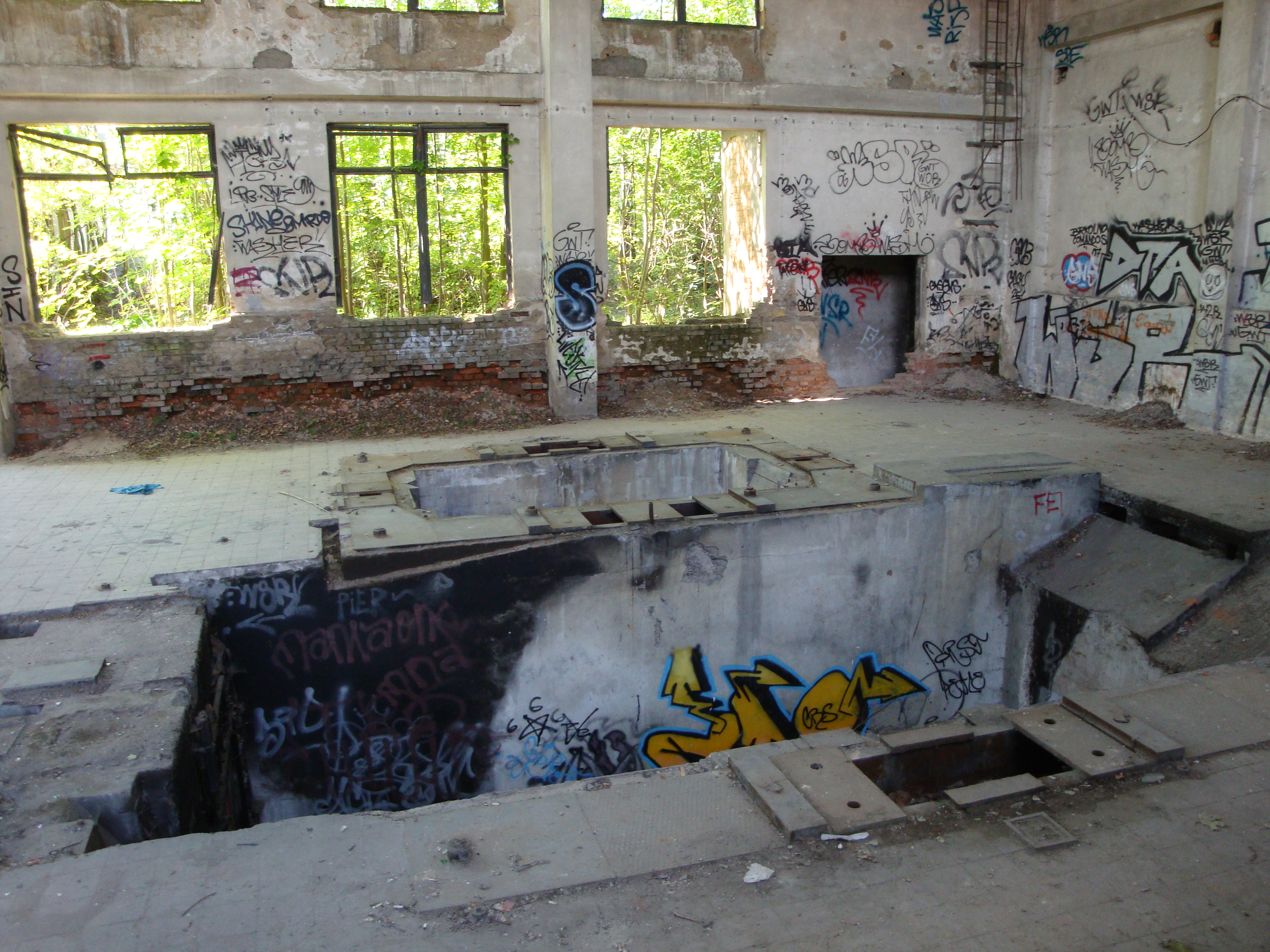
Toto byla kdysi strojovna...

Důl Prokop je nepoužívaný rudný důl na Březových Horách v Příbrami. Jde o nejhlubší důl v březohorském rudním revíru, jeho hloubka je 1 579,6 metrů. Většina literatury zabývající se rudnými doly na Příbramsku se o této jámě zmiňuje minimálně.

## Historie
Prokopský důl byl založen v roce 1832. Byl hlouben až do roku 1966, kdy jeho hloubka činila 1 579,6 m. (Některé prameny uvádí hloubku o 23 metrů větší, což by znamenalo, že celková hloubka je 1 602,6 m.)[zdroj?] V té době se jednalo o nejhlubší důl v republice. Důl Prokop má 41 pater, s většinou březohorských a bohutínských dolů byl propojen Dědičnou štolou na druhém patře. Celková vytěžená kubatura je přibližně 18 980 m3.

### Hloubení
| rok  | dosažená hloubka [m] |
| ---- | -------------------- |
| 1856 | 511,0                |
| 1866 | 581,0                |
| 1890 | 940,4                |
| 1897 | 1 022,2              |
| 1919 | 1 196,1              |
| 1930 | 1 276,5              |
| 1940 | 1 276,5              |
| 1950 | 1 325,0*             |
| 1966 | 1 579,6              |

*) přibližná hloubka

## Současnost
Dnes strojovnu dolu Prokop vlastní státní podnik Diamo ze Stráže pod Ralskem, který má v Příbrami odštěpný závod Správa uranových ložisek, o.z., Příbram. Budova je ve velmi špatném stavu a chátrá. Společnost Diamo objekt nijak neudržuje, a přestože skrývá řadu nebezpečných nástrah, zákaz vstupu oznamuje jen roztrhaná cedule. Proto se také tyto prostory stávají častým terčem vandalů a bezdomovců. Říká se, že se v jedné z přilehlých studní utopil muž. Tato zpráva byla Diamem vyvrácena. Těžní věž s vlastní jámou je ve vlastnictví soukromníka. Tento objekt chátrá a není přístupný veřejnosti.
Prokopský důl je v hloubce 25 m pod povrchem Prokopskou dopravní štolou propojen s nádvořím dolu Anna. Touto chodbou vede trasa důlního vláčku, kterým se v rámci prohlídky mohou svézt návštěvníci zdejšího hornického muzea. Z Prokopské štoly se návštěvníci také mohou přes mříže podívat dolů do jámy, která byla po ukončení hornické činnosti zatopena na úroveň druhého patra. Část prostoru mezi bývalou strojovnou dolu Prokop a Prokopskou štolou je zabetonována.